# Diecéze pinská
Diecéze pinská (latinsky Dioecesis Pinskensis Latinorum) je římskokatolická diecéze na území Běloruska se sídlem v Pinsku a katedrálou Nanebevzetí P. Marie. Je součástí minsko-mohylevské církevní provincie. BYla založena v roce 1925 a původně byla součástí Vilniuské církevní provincie. Jejím současným biskupem je Antoni Dziemianko.